# 콩쥐팥쥐 (1958년 영화)
"콩쥐팥쥐"는 한국에서 제작된 윤봉춘 감독의 1958년 영화이다. 엄앵란 등이 주연으로 출연하였고 윤봉춘 등이 제작에 참여하였다.

## 출연

### 주연
- 엄앵란
- 김현주
- 노강

## 기타
- 조명: 함완섭
- 녹음: 이경순
- 미술: 이봉선